# Kommunikationsmedium
 For alternative betydninger, se Medium. (Se også artikler, som begynder med Medium)
Kommunikationsmedier omfatter en lang række metoder, som mennesker bruger for at meddele sig til hinanden såsom
- Massemedier
- Peer-to-peer-medier
- Samtaler
- Målrettet reklame

Kommunikationen i de forskellige medier er vidt forskellig:
- nogle medier er fortrolige, andre er åbne,
- nogle medier er symmetriske, andre er asymmetriske,
- nogle medier er envejs, andre er to- eller mangevejs.